# 回力球場 (澳門)
回力球場（Palácio de Pelota Basca，俗稱回力球或回力場）位於澳門新口岸區水塘巷，在1975年1月落成，同年6月開幕；初期是一個設有5000座位的回力球場，及後於1990年8月更改物業用途，改建成為一個娛樂中心。在內的回力娛樂場曾是澳門三大娛樂場之一，現在是澳門其中一個娛樂場所。

## 歷史
回力球場由1974年落成，大樓分為回力球場及場館行政大樓，而大樓正門則設有一個大型露天停車場（前八佰伴，現海立方娛樂場的所在位置）。啟用當日起由澳門回力球企業有限公司經營，整個項目投資6000萬澳門元，場地總面積五萬多平方米，設有5000個座位，同年6月1日傍晚由時任澳督嘉樂庇正式揭幕並舉辦首場賽事。
後來由於球場長年虧蝕，最終於1990年7月結束營業，之後於8月開始將物業改建成娛樂中心，當時的回力娛樂場成為澳門三大娛樂場之一。此後，回力球場經過多次重整及改建。
賭權開放後回力娛樂場的地位先後被其他新娛樂場取代，因此於2006年4月30日擴建多兩個娛樂場，分別名為新回力娛樂場及聚寶軒角子機娛樂場。及後於2008年，新回力娛樂場結業，剩下原來的回力娛樂場及聚寶軒角子機娛樂場。

## 設施[2]

### 現有設施[2]

#### 回力娛樂場
「回力娛樂場」（Casino Jai Alai）位於回力球場的地下，曾經與葡京及皇宮娛樂場並稱澳門三大娛樂場，但因賭權開放後，娛樂場的地位先後被其他新娛樂場取代，現在吸引力已經大減。娛樂場設有獨立的入口，位於回力球場正門，而且在回力球場也設有多個不同入口。

#### 聚寶軒角子機娛樂場
「聚寶軒角子機娛樂場」位於回力球場地下，分為多個小型角子機娛樂場，一個位於舊有的「回力角子機場」位置，一個位於羅理基博士大馬路（水塘）方向的入口等。

#### 回力酒店
「回力酒店」位於回力球場的地下至3樓，由澳門博彩股份有限公司經營。房間數目約91間，但因酒店設計不合時宜，面臨倒閉的危機。

#### 回力艷麗舞台
「回力艷麗舞台」位於回力球場二樓，是一個有來自外國艷舞團表演與的士高表演的地方，在這裡客人除了可在這裡歡聚蜴飲，勁歌熱舞外，還可欣賞來自國外舞者精湛的舞藝，帶給來賓視覺及聽覺的不同享受。

#### 回力大班健康芬蘭
「回力大班健康芬蘭」佔地二萬多平方公尺，位於回力球場地下，是港澳區其中一間最大的健康芬蘭浴。芬蘭浴設計依照東南亞色彩，將大自然氣息帶進室內。首創全玻璃幕牆建造的桑拿再生浴及蒸氣浴室，六個不同水溫的JACUZZI噴射浴池和礦物池；場內備有24小時休息室設施，同時提供衛星現場直播世界足球賽事，以及私人電腦及上網服務，而且還有24小時各式美食，是澳門非常知名的芬蘭浴。

### 以往設施

#### 新回力娛樂場
「新回力娛樂場」(New Jai Alai)位於回力球場的三樓，是回力球場為了提升吸引力而開設的新娛樂場，現已停止營業，娛樂場於2006年開幕。新場樓底特高，空氣調節好，這些都是舊有位於地下的「回力娛樂場」不能相比的；但是新場位於三樓，而且沒有直達的方法，顧客只可以由扶手電梯轉乘升降機，又或者轉走樓梯才能到達，位置並不方便，加上洗手間位置遠離娛樂場，變相令新場的吸引力大大減低，因此該娛樂場營業不超過3年便宣告結束營業。

#### 場館行政大樓
「場館行政大樓」是回力球場初期的建築，現在已經沒有區分，行政大樓是以前回力球賽的控制中心。

#### 戲院
回力球場也曾開設戲院，但經過多次轉型及易手，到最後於2001年元旦日正式結束營業。回力球場內的戲院始於1990年左右（待查），設有兩個獨立影院，之後經過數度易手兼易名如下：
| 年度      | 戲院名稱   | 備注             |
| --------- | ---------- | ---------------- |
| 1990-1993 | 麗晶１、２ |                  |
| 1993-1995 | 黃金、鑽石 | 主力上映三級電影 |
| 1995-2000 | 回力UA     | 與UA集團無關     |

### 飲食
回力球場內設有兩家中式酒樓，包括佳景集團屬下的回力軒粵菜酒家以及麗晶集團屬下的喜萬年酒樓，同時也開設多家小型食肆，包括回力美食中心等

## 昔日回力球比賽
回力球比賽於「回力球場」開幕當日（1971年6月15日）開始舉行，往後每晚舉行，直至1990年7月結束。而香港麗的電視曾在1971年至1973年間直播回力球賽。

### 場地
已經不存在的回力球場場地總積五萬多平方米，設有座位5000個。面對觀眾席的球台，長50公尺，深16公尺，高15公尺，台前有不礙視線的整幅鐵絲保護網保護觀眾。

### 比賽方式
回力球是國際公認的快速球賽，為西班牙的國技。比賽方法簡單。球賽分單、雙打、采汰淘汰賽。每晚開賽，周末、周日及公眾假期的日間也開賽。

### 收費
入場費一元，廂位收十八元，可坐六人。投注采電子計算機操作。投注分獨贏、位置及科加士三種。投注金額由二元至二百五十元等。

## 鄰近建築／景點
- 澳門金沙
- 外港碼頭
- 金龍酒店
- 東望洋跑道
- 友誼大馬路
- 金蓮花廣場
- 澳門國際中心
- 海立方娛樂場
- 澳門漁人碼頭

## 交通配套

### 自設交通
「澳門新幹綫」提供來往回力娛樂場及各口岸的接駁專巴服務。接駁專巴服務設有以下1條路線：
1. 回力娛樂場 ↔ 關閘

### 自行交通
旅客也可由外港碼頭直接步行至回力球場，路程約5分鐘。